# Гетто в Рыжковичах
Гетто в Ры́жковичах (июль — октябрь 1941) — еврейское гетто, место принудительного переселения евреев деревни Рыжковичи Шкловского района Могилёвской области и близлежащих населённых пунктов в процессе преследования и уничтожения евреев во время оккупации территории Белоруссии войсками нацистской Германии в период Второй мировой войны.

## Оккупация Рыжковичей и создание гетто
Рыжковичи — бывшая деревня в Шкловском районе, была административным центром упразднённого Рыжковичского сельсовета (с 2013 года — Старошкловский сельсовет), в 2007 году вошла в состав Шклова.
Рыжковичи были захвачены немецкими войсками 10 июля 1941 года. Уже через несколько дней после оккупации немцы, реализуя нацистскую программу уничтожения евреев, согнали всех евреев Рыжковичей в гетто.
Всего в Рыжковичах нацисты разместили более 2700 евреев — как местных, так и из Шклова, и из ближних деревень, и евреев-беженцев из Могилева и других мест. Небольшую часть узников заселили в несколько еврейских домов, а бо́льшую разместили прямо на земле на лугу возле Днепра у православной церкви под охраной полицаев.

## Уничтожение гетто
Немцы очень серьёзно относились к возможности еврейского сопротивления, и поэтому в большинстве случаев в первую очередь убивали в гетто или ещё до его создания евреев-мужчин в возрасте примерно от 15 до 50 лет — несмотря на экономическую нецелесообразность, так как это были самые трудоспособные узники. По этим соображениям в Рыжковичах нацисты провели первую «акцию» (таким эвфемизмом нацисты называли организованные ими массовые убийства) — отобрали евреев-мужчин от 15 до 65 лет, увели якобы на работу и расстреляли.
Евреи в гетто подвергались беспрерывным издевательствам и грабежам. Обнаружив в Рыжковичах семью из другого села, всех — отца, мать и мальчика — сбросили живыми в колодец. Только их дочь Рита Таруч уцелела (потому что пряталась в сарае) — и всё это произошло на её глазах. Кузнеца Давида Капшицкого привязали к телеге и гоняли лошадь, пока он не потерял сознание, и уже мертвым волоком притащили его в гетто.
Часть узников впоследствии перевели в Шклов в гетто на территории Шкловского льнозавода.
Осенью и зимой 1941 года начались массовые убийства евреев, в том числе — в 500 метрах от деревни в воронках от бомб были расстреляны несколько групп еврейских юношей. В октябре 1941 года гетто в Рыжковичах было полностью уничтожено.

## Память
В 1955 году в ответ на постоянные требования фронтовиков — родственников убитых евреев, власти перенесли останки расстрелянных шкловских и других евреев на территорию еврейского кладбища в Рыжковичах в несколько братских могил. Там был установлен памятник жертвам геноцида евреев с надписью: «Жертвам фашизма. Благородных имен перечислить невозможно. Их много. Знай, внимающий этим камням. Но никто не забыт и ничто не забыто». Главным инициатором и организатором перезахоронения был Калмыков, вернувшийся из эвакуации. Само это кладбище во время войны было полностью уничтожено, могилы сравняли с землей, а могильные камни местные жители забрали для личных нужд.
В документальном фильме «Истоки» режиссёра Юрия Горулёва чудом спасшийся в Рыжковичах художник Анатолий Наливаев молится на этом месте.

## Комментарии
1. ↑  В русском языке за служащими коллаборационистских полицейских органов закрепилось разговорное уничижительное название полица́й (во множественном числе — полица́и).